# گلوسوپ
گلوسوپ (به انگلیسی: Glossop) یک شهرک در بریتانیا است که در انگلستان واقع شده‌است.

## نگارخانه

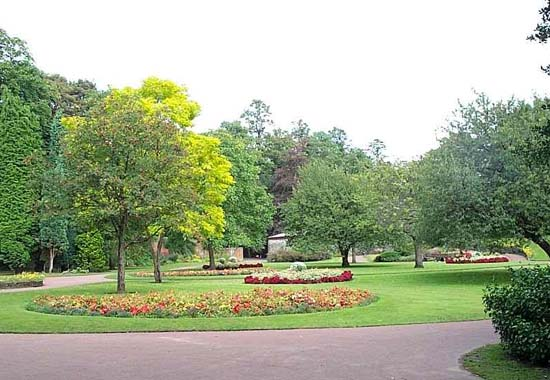
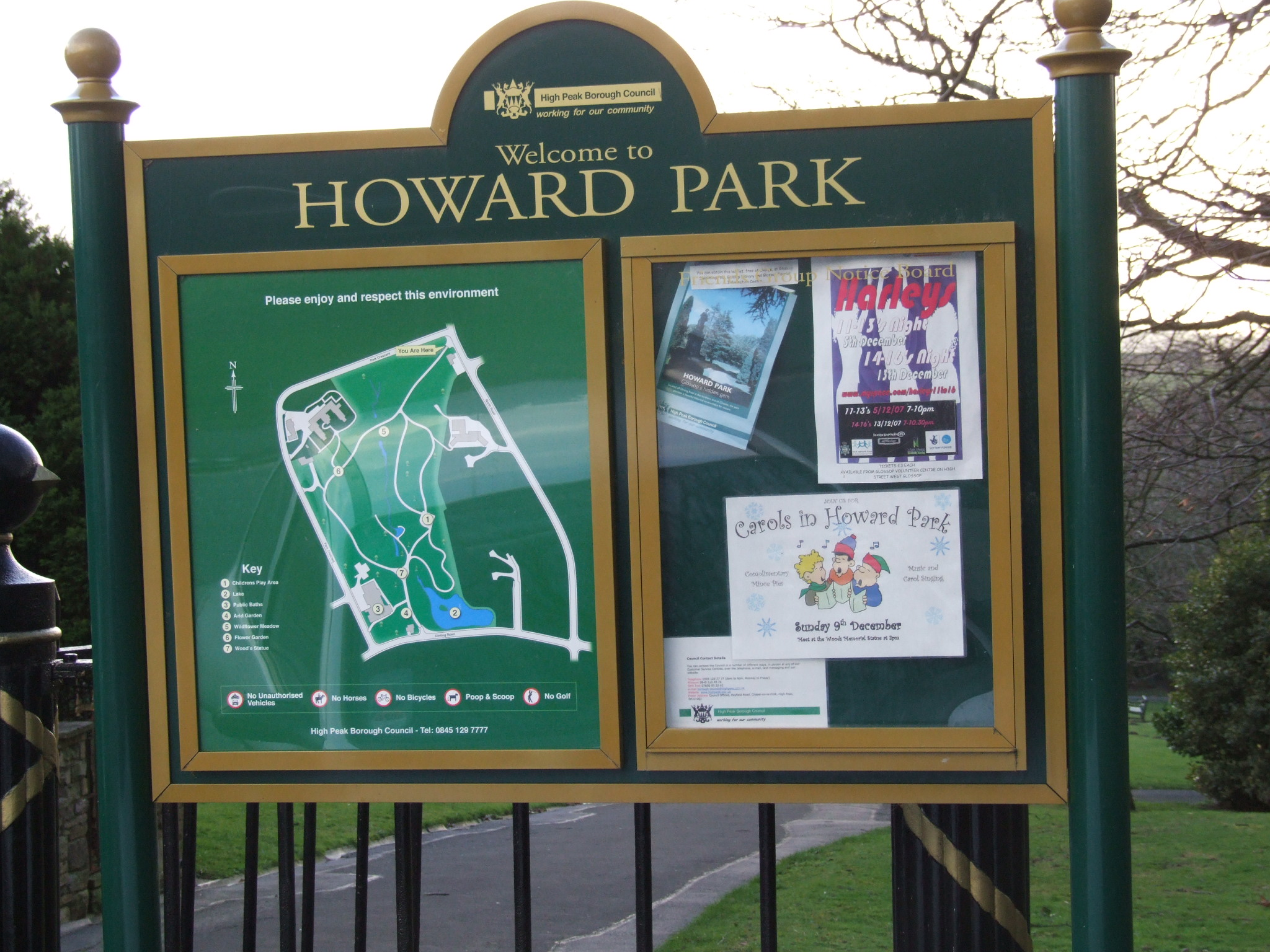
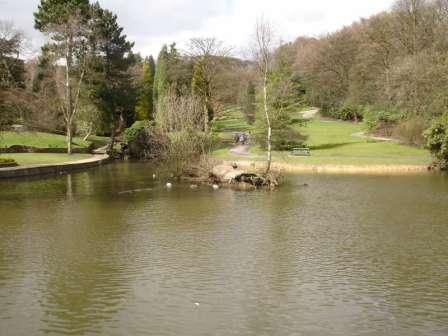
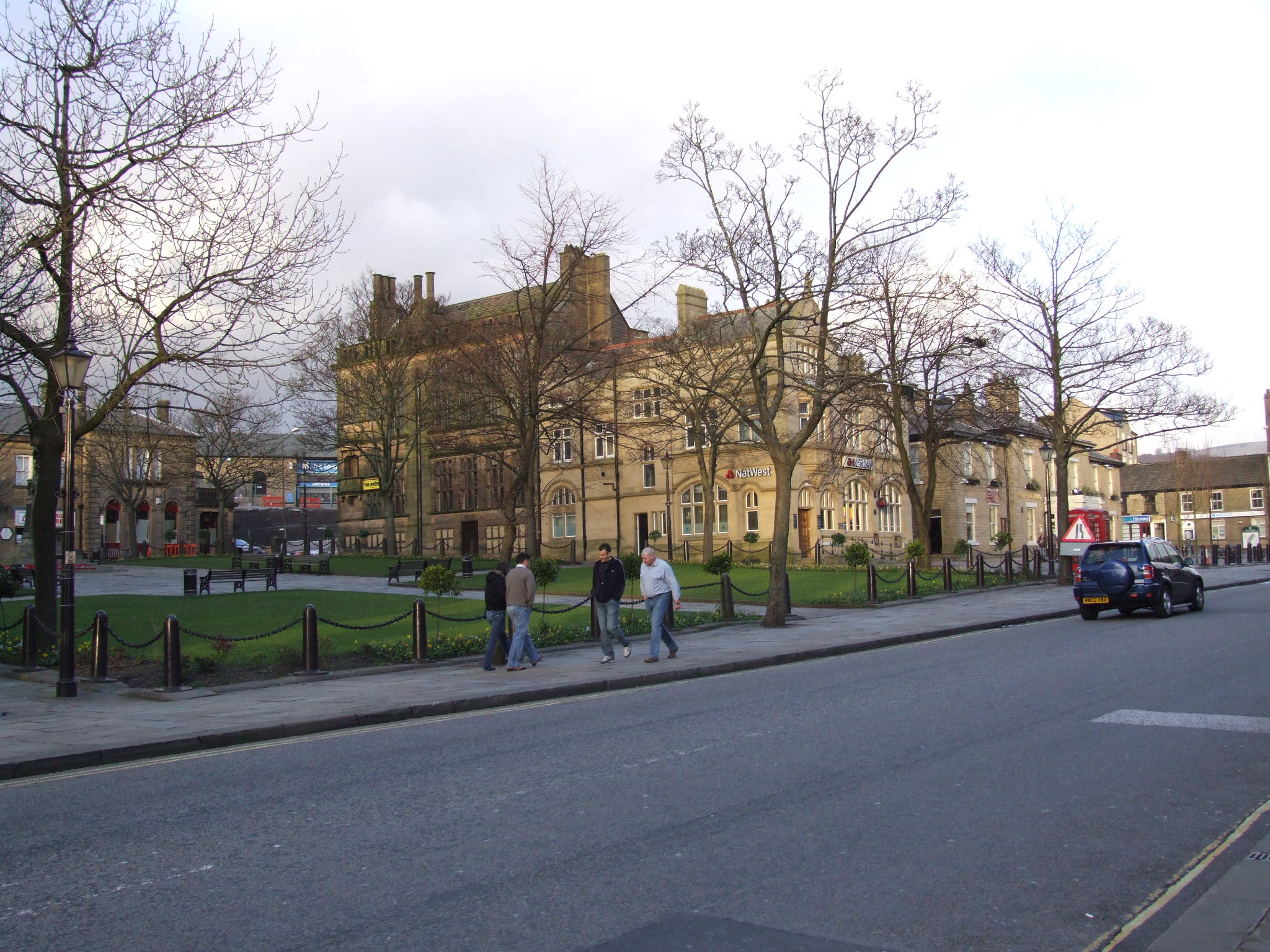

## خصوصیات
گلوسوپ ۳۳٬۰۲۰ نفر جمعیت دارد.